# 오르페브르 36번가
《오르페브르 36번가》(프랑스어: 36 Quai des Orfèvres)은 2004년에 개봉한 프랑스 영화이다.

## 줄거리
파리 경찰청 소속의 두 명의 경찰관, BRI의 리더 레오 브링크스(다니엘 오퇴유)와 BRB의 리더 드니 클라인(제라르 드파르디외)은 승진을 앞둔 그들의 상사, 형사 경찰의 국장(앙드레 뒤솔리에)의 후임이 되기를 원한다. 성공은 살인적이고 활발한 장갑차 강도단을 잡는 데 달려 있다. 또 다른 경쟁의 원인은 브링크스의 아내 카미유(발레리아 골리노)가 클라인의 옛 연인이었다는 점이다.
브링크스는 충성스러운 부하들과 다소 불미스러운 정보원들을 가진 유능한 형사이다. 의심스러운 윤리를 가진 클라인은 덜 성공적이다. 그 결과, 그의 결혼 생활은 위태롭고 그는 술을 많이 마신다. 브링크스는 술집 주인이 강도를 당하며 브루노(이반 프라넥)에게 강간당하고 구타당할 때와 같은 사람들을 돕는다. 브링크스와 그의 팀은 브루노를 납치하여 숲으로 데려가 옷을 벗기고 묶은 다음 모의 처형을 하고, 열린 무덤에 밀어 넣고, 술집 주인을 혼자 두라고 경고한 다음 버린다.
브링크스의 정보원 활용은 그가 교도소에서 주말 외출을 나온 정보원인 실리앙(로슈디 젬)에게 속아 그를 유죄 판결한 갱스터를 살해할 때 도주 운전자가 되어주게 되면서 역효과를 낸다. 실리앙은 브링크스가 알리바이를 제공하고 침묵을 지켜주는 것에 대한 대가성으로 갱단의 인원과 은신처에 대해 알려준다. 살인에 연루된 브링크스는 동의할 수밖에 없다. 피해자는 클라인의 정보원이었고, 클라인은 실리앙의 개입을 의심한다.
브링크스 팀은 클라인 팀의 지원을 받으며 은신처를 잠복하지만, 체포 직전 클라인은 절차를 무시하고 술에 취해 갱단에게 접근한다. 대부분이 체포되지만, 경고를 받은 차량의 일원들이 총격을 가해 브링크스의 가장 친한 친구를 죽이고 형사를 인질로 잡는다. 나중에 그녀는 탈출하고 범인 중 한 명은 잡히고 다른 한 명은 도로 봉쇄를 뚫으려다 총에 맞는다.
형사의 죽음에 대한 조사가 시작되지만, 클라인의 정보원 중 한 명이 우연히 실리앙의 살인을 목격한 매춘부를 그에게 소개한다. 브링크스의 역할을 알게 된 클라인은 그가 기소되도록 하며, 이는 갱단 체포에 대한 브링크스의 증거가 인정되지 않고 클라인이 비난에서 벗어나게 됨을 의미한다. 그는 카미유에게 도움을 제안하지만 그녀는 거절한다. 재판을 기다리며 체포된 브링크스는 경비원을 무장 해제시켜 법원 복도에서 아내 카미유와 이야기할 수 있도록 한다.
카미유는 실리앙에게 만남을 요청받지만, 그녀의 전화는 실리앙을 찾는 클라인 팀에 의해 도청되고 있다. 실리앙은 그녀의 차에 타고 그녀에게 생활비를 제공한다. 그녀를 미행하던 클라인은 카미유에게 위험이 있을 수 있다는 경고에도 불구하고 팀에게 실리앙을 체포하도록 명령한다. 그들은 도주하지만 클라인은 카미유의 작고 허약한 차를 강제로 도로 밖으로 밀어내도록 명령하고 그녀와 실리앙은 충돌 사고로 사망한다. 클라인은 실리앙의 총을 사용하여 죽은 카미유를 쏘고, 자신의 총을 사용하여 실리앙의 시신을 쏜다. 이제 실리앙이 카미유를 쏴서 사고를 일으켰고, 클라인이 정당방위로 실리앙을 쏜 것처럼 보여 그들의 죽음에 대한 책임에서 벗어나게 된다.
7년 후, 브링크스는 석방된다. 현재 파리 형사 경찰의 국장을 맡고 있는 클라인은 승진, 퇴직, 전근을 통해 카미유의 죽음에 대한 진실에 대해 팀이 침묵하도록 만들었다. 브링크스는 딸과 재회하며, 처리해야 할 일이 좀 남아 있어서 떠날 것이라고 말한다. 그는 클럽에서 일하는 옛 동료 티티를 찾아가 카미유의 죽음에 대해 묻는다. 그들은 익숙해 보이는 남자들, 즉 브루노의 친구들과 갑작스러운 싸움을 벌이고, 그들은 복수를 위협한다. 나중에 브루노는 티티를 기습하여 그가 전에 자신을 모욕했던 경찰관 중 한 명이었다는 것을 알게 된다. 그는 다른 사람들의 이름을 알고 싶다고 요구한 후 그를 혼수상태로 만든다.
브링크스는 경찰 무도회에 참석하는 클라인에게 복수하기 위해 총을 구한다. 훔친 신분증을 사용하여 브링크스는 무도회에 참석하여 화장실에서 클라인과 대치한다. 클라인은 그가 카미유를 쐈을 때 그녀는 이미 죽어 있었다고 설명하고, 브링크스는 발각을 피하기 위해 브링크스의 총으로 자살하라고 제안한다. 브링크스가 떠난 후, 클라인은 그를 따라 나오며 욕설을 외치고 총을 쏘겠다고 위협하며 카미유의 죽음에 대해 그를 비난한다. 잠복해 있던 브루노는 클라인을 쏴 죽인다. 티티가 공격자들에게 브링크스의 이름 대신 클라인의 이름을 알려준 것으로 보인다.
영화는 브링크스와 그의 딸이 공항 보안 검색대를 통과하여 해외에서 새로운 삶을 시작하는 모습으로 끝난다.

## 출연
- 다니엘 오떼유 - 레오 브링스
- 제라르 드파르디외 - 데니 클렝
- 발레리아 골리노 - 카미유
- 앙드레 뒤솔리에 - 로베르
- 말린느 드몽거트 - 마누

## 한국판 성우진(KBS)
- 양지운 - 레오 브링스(다니엘 오떼유)
- 장광 - 데니 클렝(제라르 드파르디외)
- 문선희 - 카미유(발레리아 골리노)
- 최흘 - 로베르(앙드레 뒤솔리에)
- 이경자 - 마누(말린느 드몽거트)
- 유민석 - 에디(다니엘 듀발)
- 김정미 - 헬렌(안 콩시니) / 의사(크리스틴 챈수)
- 김정호 - 브르노(이반 프래넥) / 빅뤽(가이 레클루이제) / 루소 판사(프레데릭 마란머) / 빅터(조 프레스티아)
- 이윤선 - 프랜시스(알랑 피글라즈) / 스텐넥(크리스토프 루조) / 휴고의 동료(루도빅 버딜럿)
- 윤기황 - 휴고(로슈디 젬)
- 최문자 - 이브(캐서린 퀴니우) / 로라(솔렌느 브렌스치/오로레 오떼유)
- 임진응 - 랄프(에릭 디포세)
- 유동균 - 티티(프란시스 레노드)
- 이장원 - 크리스토(올리비에르 마샬)
- 김래환 - 스모(스테판 메츠거) / 제너(빈센트 모스카토)

## 같이 보기
- 프랑스 영화